# NASA X-38
X-38 var ett experimentellt fordon för atmosfäriskt återinträde designat av NASA för att undersöka ett möjligt koncept till nödundsättningsfarkost (förkortad CRV, emergency Crew Return Vehicle) för den internationella rymdstationen (ISS). Programmet, som pågick 1995–2002, utvecklade även koncept för en design där CRV kunde modifieras för andra användningsområden, såsom en möjlig gemensam amerikansk och internationell rymdfarkost som skulle kunna skjutas upp med den europeiska Ariane 5-raketen.
Programmet skulle så småningom utveckla tre flygprototyper, var och en med stegvisa förbättringar jämfört med sin föregångare. Alla tre var vinglösa lyftkroppsfordon som användes i falltester. X-38-programmet avbröts 2002 på grund av budgetnedskärningar.

## Historik

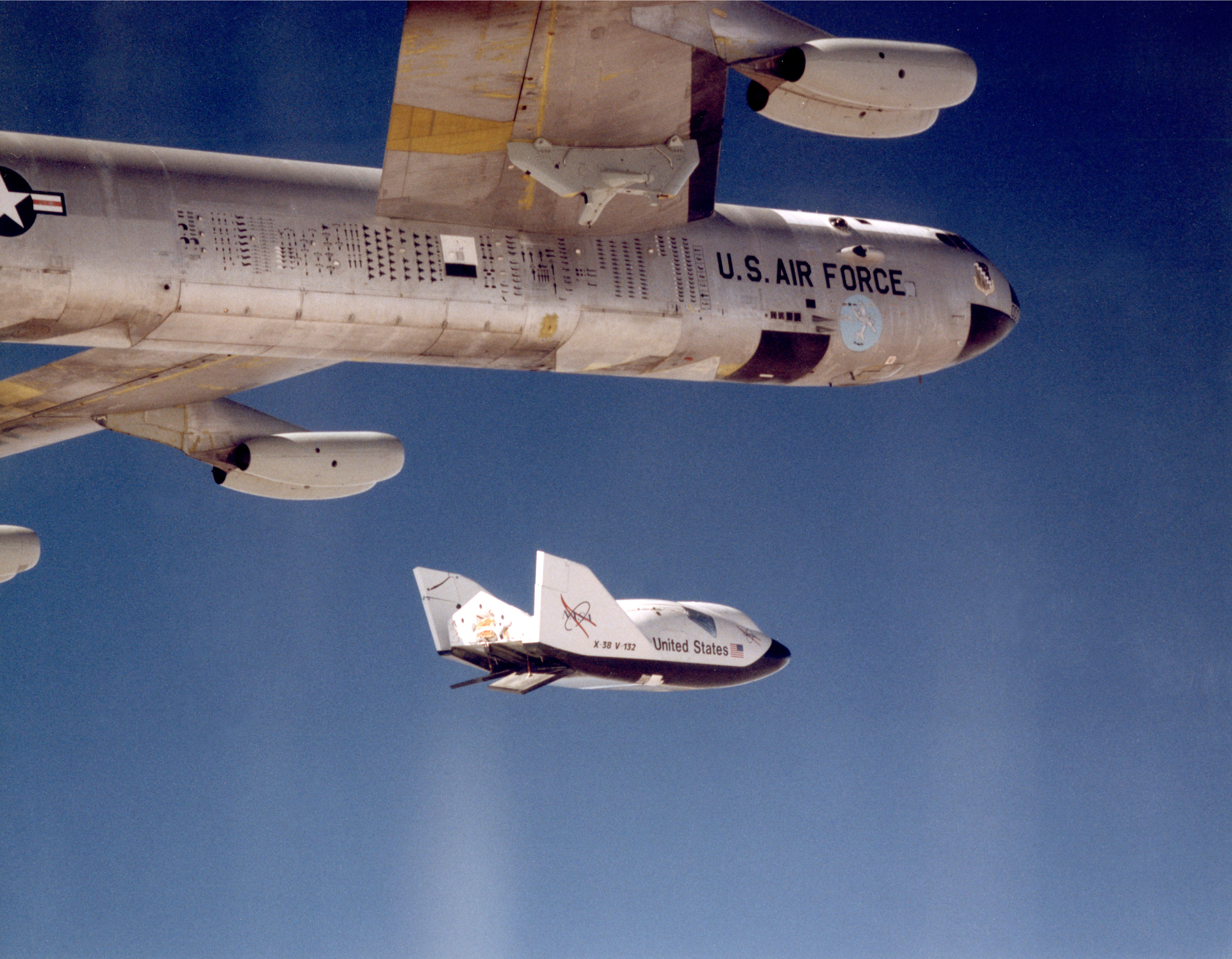
Forskningsfordonet X-38 V-132 faller från NASA:s B-52-moderskepp omedelbart efter att ha släppts från vingpylonen

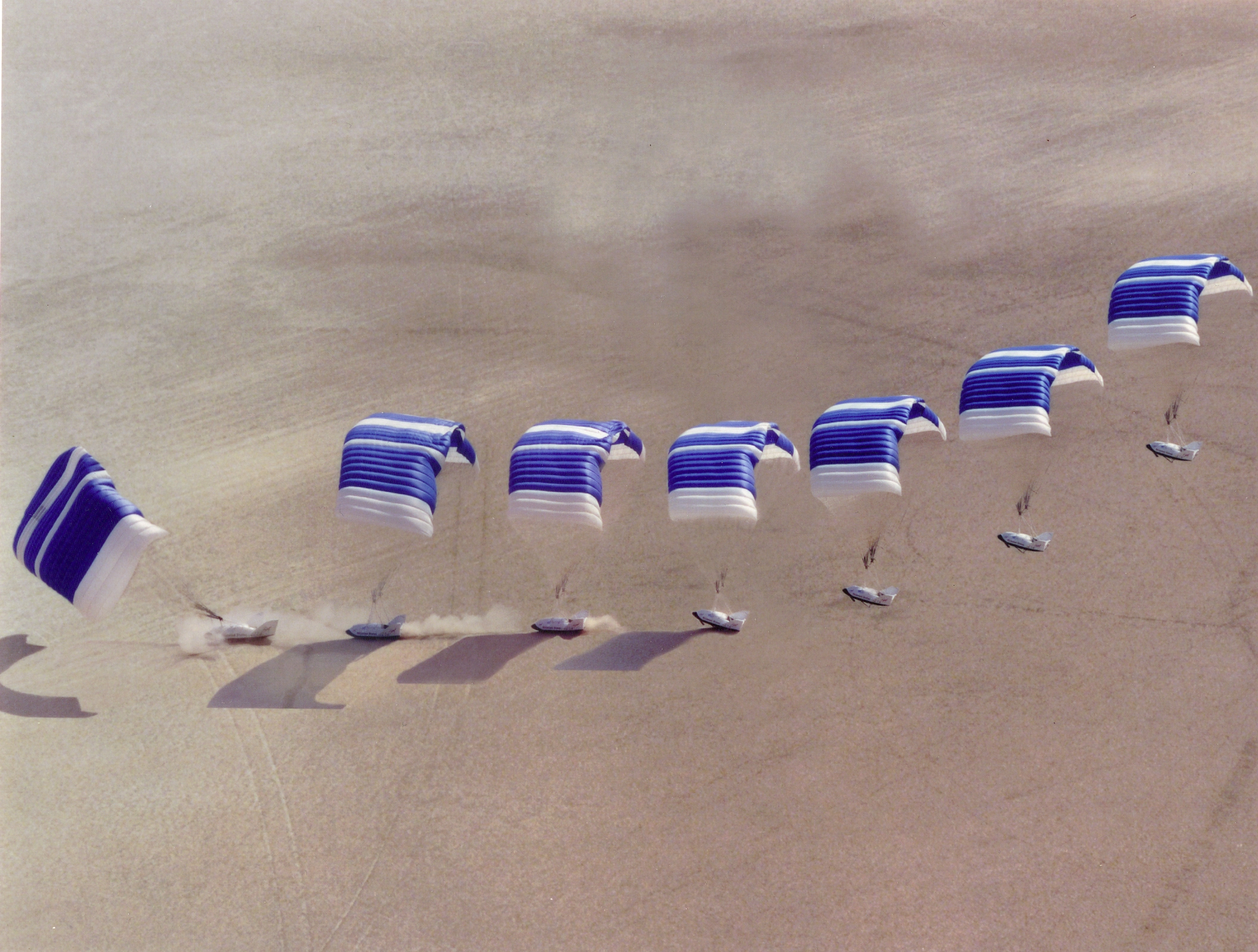
X-38 CRV-prototypen gör en mjuklandning i slutet av en testflygning i juli 1999 vid Dryden Flight Research Center med en fullt utvecklad glidvinge.

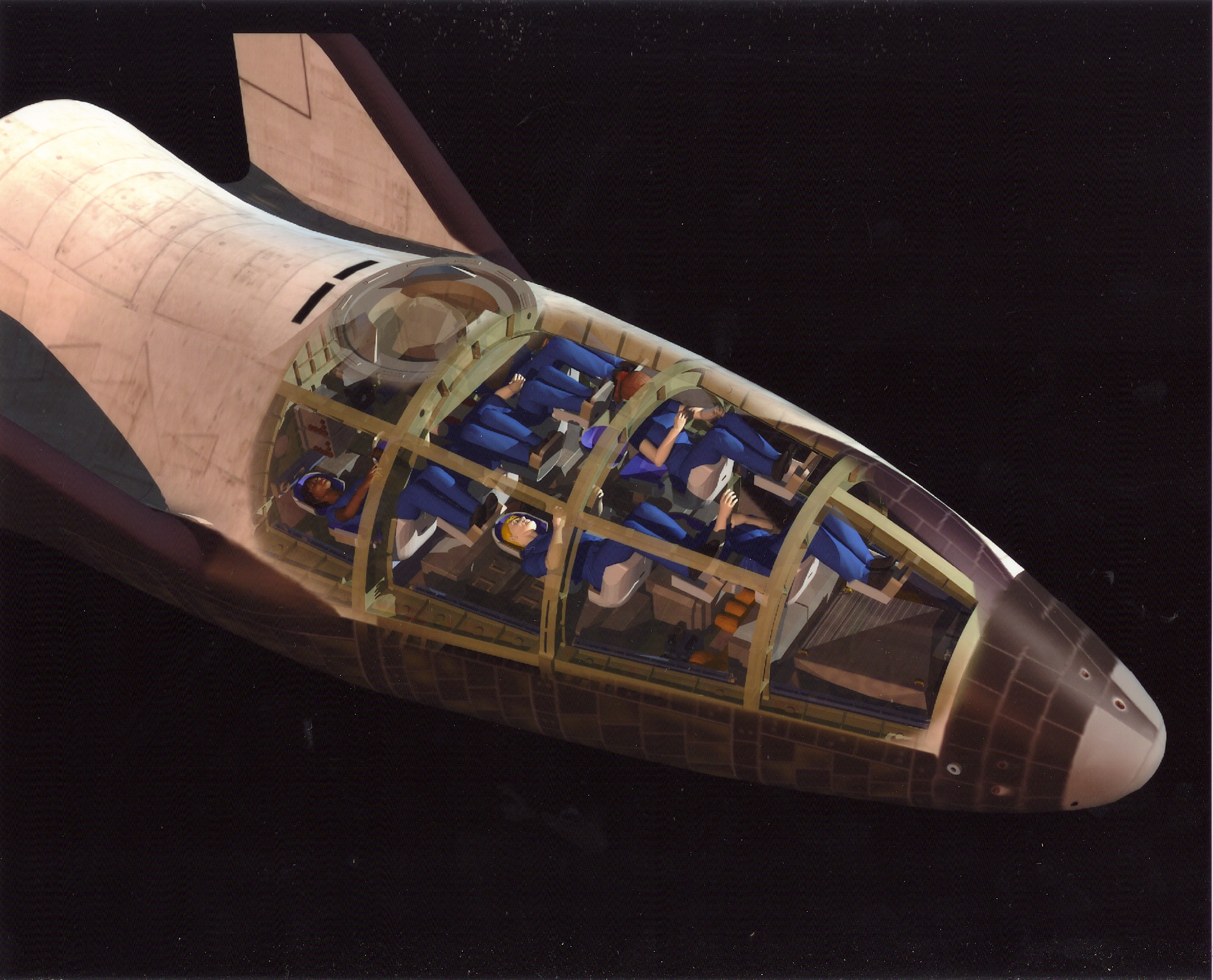
Grafisk återgivning av X-38, med genomskärning som åskådliggör position för medlemmarna i en besättning på 7 personer under återinträde.

Den maximala besättningsstorleken ombord ISS är beroende av räddningskapaciteten. Eftersom det är absolut nödvändigt att besättningsmedlemmarna kan återvända till jorden vid en plötslig nödsituation planerade ISS-programmets ledning initialt ett återinträdesfordon som skulle kunna rymma upp till sju besättningsmedlemmar. Detta skulle ha gjort det möjligt för sju astronauter att bo och arbeta ombord ISS.
Under de första åren av ISS konstruktionsfas var besättningen begränsad till tre, vilket motsvarar en enda rysk Sojuz TMA-farkost som kunde dockas till stationen. Senare i maj 2009 lades lades möjligheter för totalt två samtidigft dockade Sojuz-kapslar och ISS-besättningen utökades till 6 medlemmar. NASA har designat flera returfordon för besättningen under åren, med varierande detaljnivå.
En liten, intern utvecklingsstudie av X-38-konceptet började först vid Johnson Space Center (JSC) i början av 1995. Redan 1992 hade NASA identifierat flera typer av nödsituationer som drev behovet av att kunna återföra besättningen från den internationella rymdstationen till jorden:
1. En allvarlig sjukdom eller skada hos en astronaut
2. En brand eller kollision med rymdskräp
3. Problem med rymdfärjan som omöjliggör att lämna jorden, så att den inte kunde leverera livsuppehållande förnödenheter.

I början av 1996 tilldelades Scaled Composites ett kontrakt för konstruktion av atmosfäriska testflygplan i full skala. Det första testflygplanet levererades till JSC i september 1996.

## Utveckling
I ett ovanligt drag för ett X-plan involverades Europeiska rymdorganisationen (ESA) och den tyska rymdorganisationen DLR i programmet. Den hette ursprungligen X-35. Programledare var John Muratore och flygtestingenjör var den framtida NASA-astronauten Michael E. Fossum.
Rob Meyerson, som senare blev VD för Blue Origin, var tidigt medlem i programmet.
X-38-designen använde ett vinglöst lyftkroppskoncept som ursprungligen utvecklats av det amerikanska flygvapnet i mitten av 1960-talet under X-24-programmet. R. Dale Reed, som arbetade för NASA från 1955–2000, anses vara fadern till lyftkroppsprogrammen. Han träffade Muratore (1992–1993) och delade med sig av sin design för X-24A som sedan användes  för att presentera konceptet med X-38 för NASA.
X-38-programmet använde obemannade demonstrationsmodeller för att testa CRV-designen. Flygmodeller indikerades med bokstaven V för "Vehicle" (fordon) följt av en siffra.
- X-38 V-131
- X-38 V-132
- X-38 V-131-R, samma som V-131-prototypen, men omarbetad med ett modifierat skal
- X-38 V-201, som var prototyp som skulle skjutas upp av rymdfärjan och testas från låg omloppsbana
- X-38 V-121, V-133 och V-301 var också planerade, men byggdes aldrig.

X-38 V-131 och V-132 delade aerodynamisk form med X-24A. Denna form var tvungen att skalas upp för att fylla CRV:s behov (besättning på sju astronauter) och designas om, särskilt i den bakre delen, som blev tjockare.
X-38 V-131-R designades till 80 procent av storleken på en CRV (7,5 m lång, 3,5 m bred, 2,6 m hög), och innehöll den slutliga omdesignade formen. Två senare versioner, V-133 och V-201, planerades till 100 procent av CRV:s storlek. 80-procentiga versioner flögs med en vikt på mellan 15 000 och 24 000 pund (≈6 800 kg till 10 900 kg). X-38 V-201, prototypen tänkt för test från omloppsbana, färdigställdes till 90 procent, men flög aldrig.
I falltester släpptes V-131, V-132 och V-131-R från NASA:s B-52 på höjder upp till 13 700 m. Farkosterna gled sedan i nära transsonisk fart innan en bromsskärm vecklades ut och tog ner hastigheten till 97 km/h. Därefter fortsatte nedstigningen under en 700 m2 stor glidskärm, den största skärm av denna typ som tillverkats. Farkosten var till stor del autonom, men övervakades av en pilot på marken som var redo att ta över kontrollen vid behov.

## Design

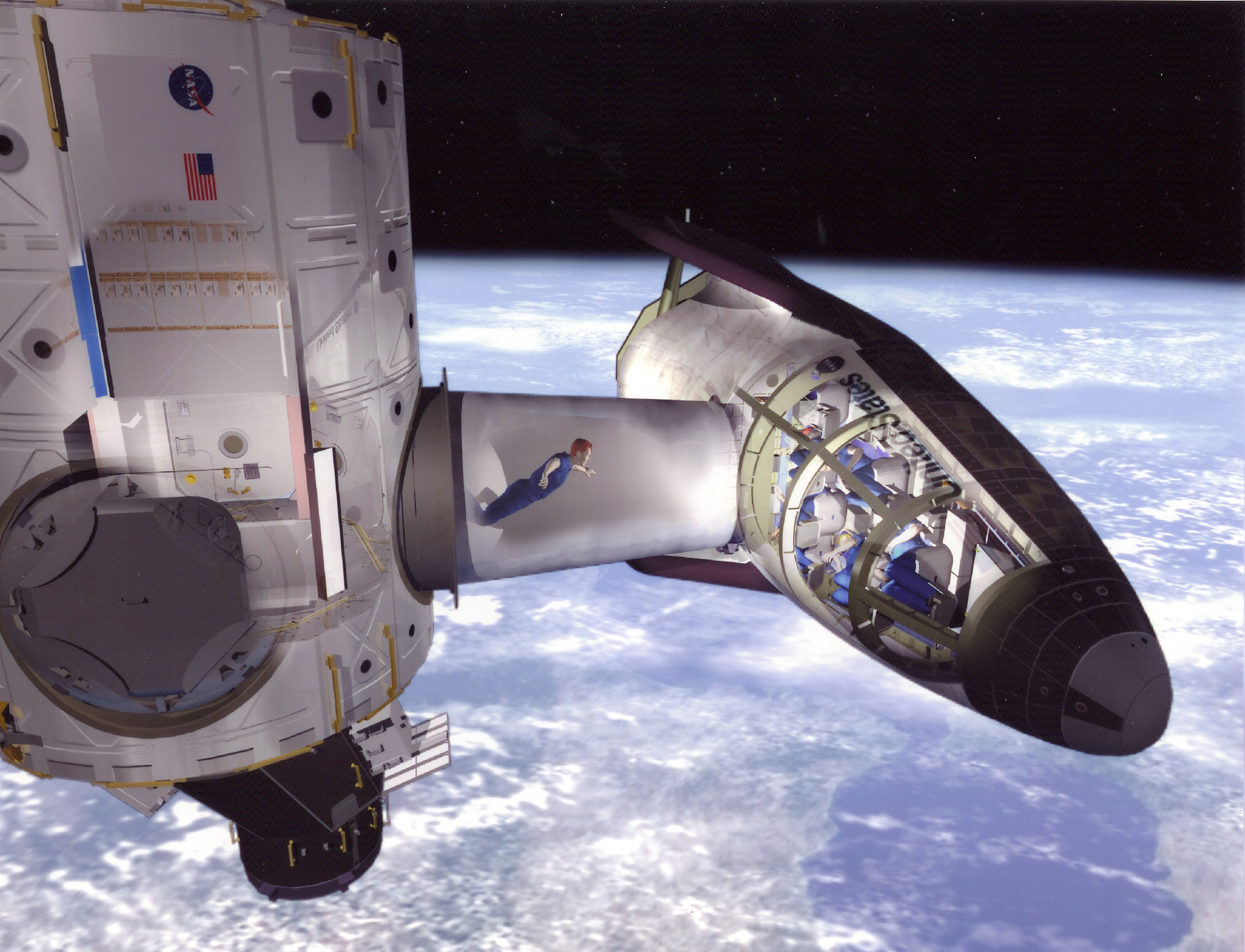
Illustration av en dockad X-38 och en besättningsmedlem som tar sig in genom en dockningsmekanismen.

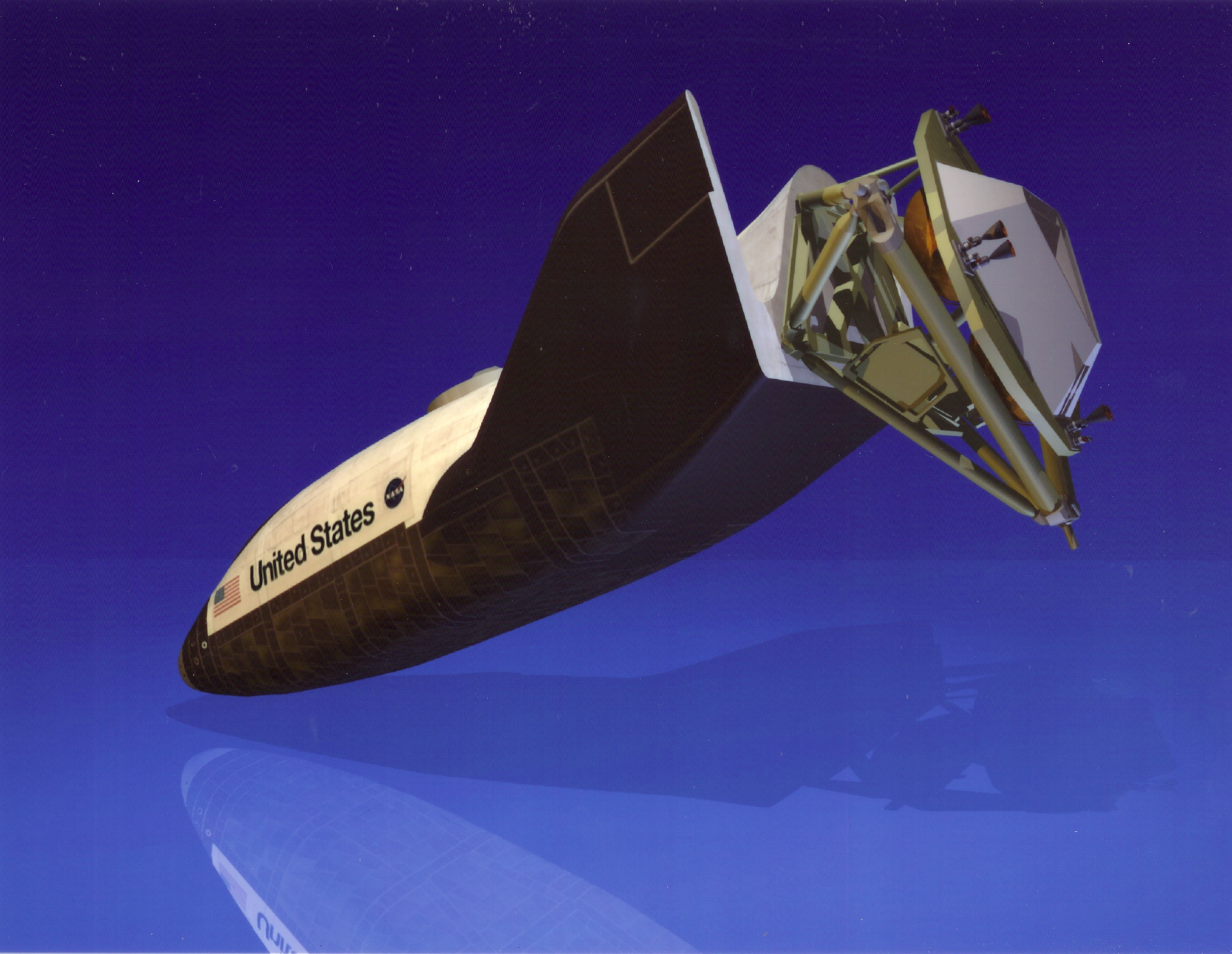
Konceptuell skildring av det framdrivningssystemet för återinträde (DPS, Deorbital Propulsion System) fäst på baksidan av en återinträdesfarkost. DPS skulle avfyra sina åtta styrraketer för att bromsa rymdfarkosten till en hastighet lägre än vad som krävs för att stanna i omloppsbana och på så sätt återinträda i jordens atmosfär.

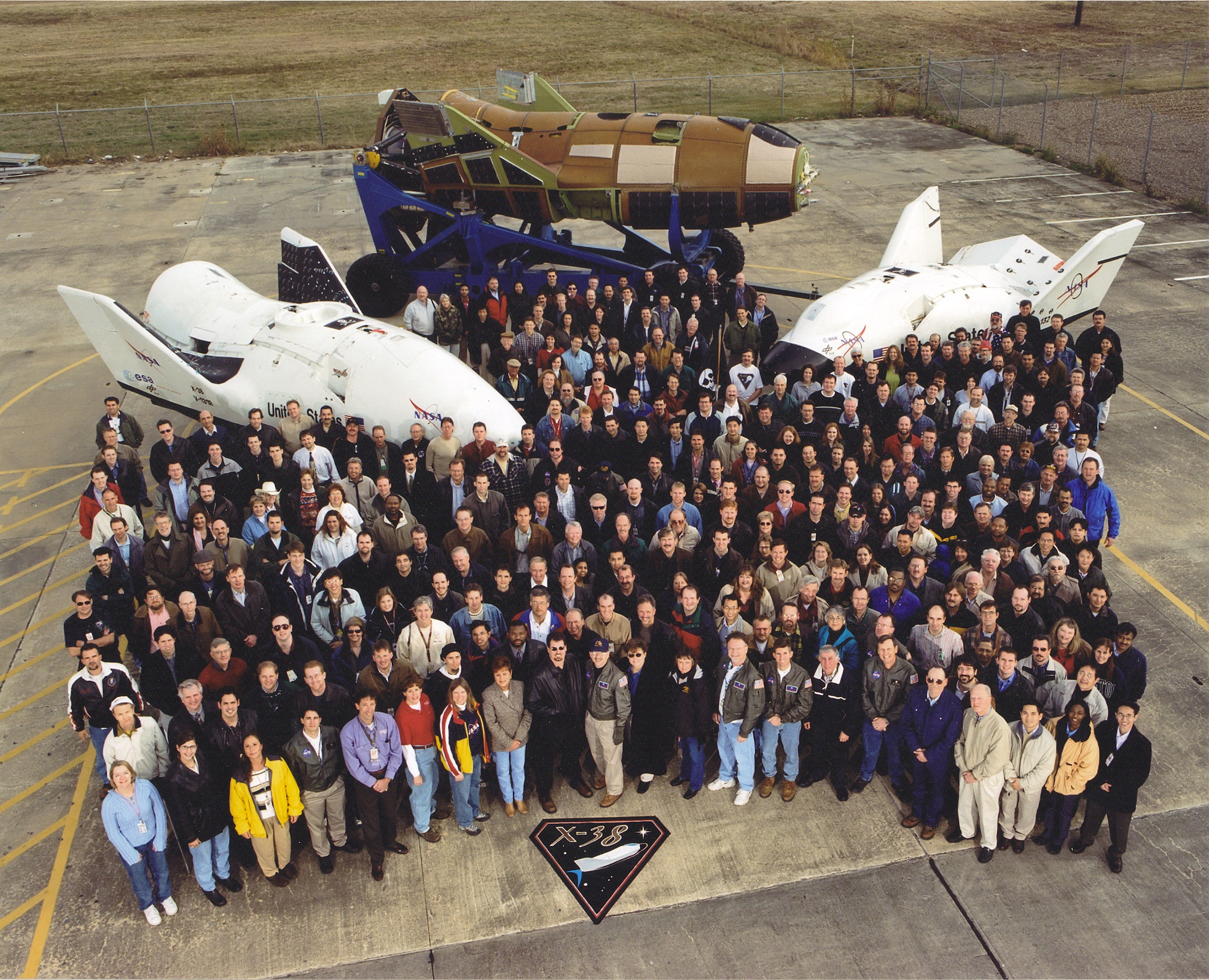
X-38 Development Team med V131R, V132 och V201 på östra sidan av B220 vid Johnson Space Center i slutet av projektet (2003)

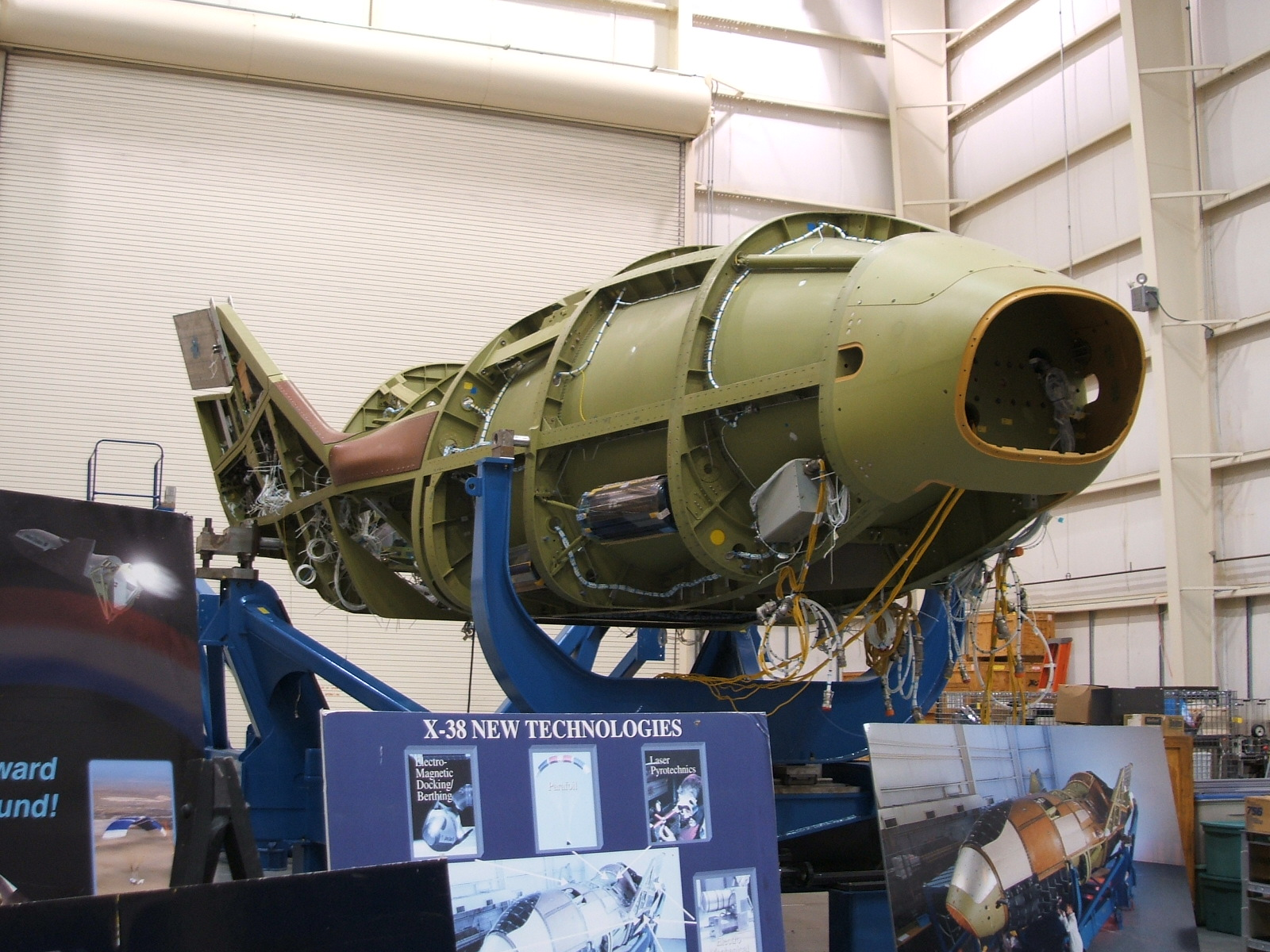
X-38 V-201 testfarkost för test i omloppsbana som tidigare fanns i byggnad 220 vid Johnson Space Center. Hålls nu i södra änden av byggnad 10, Houston, Texas

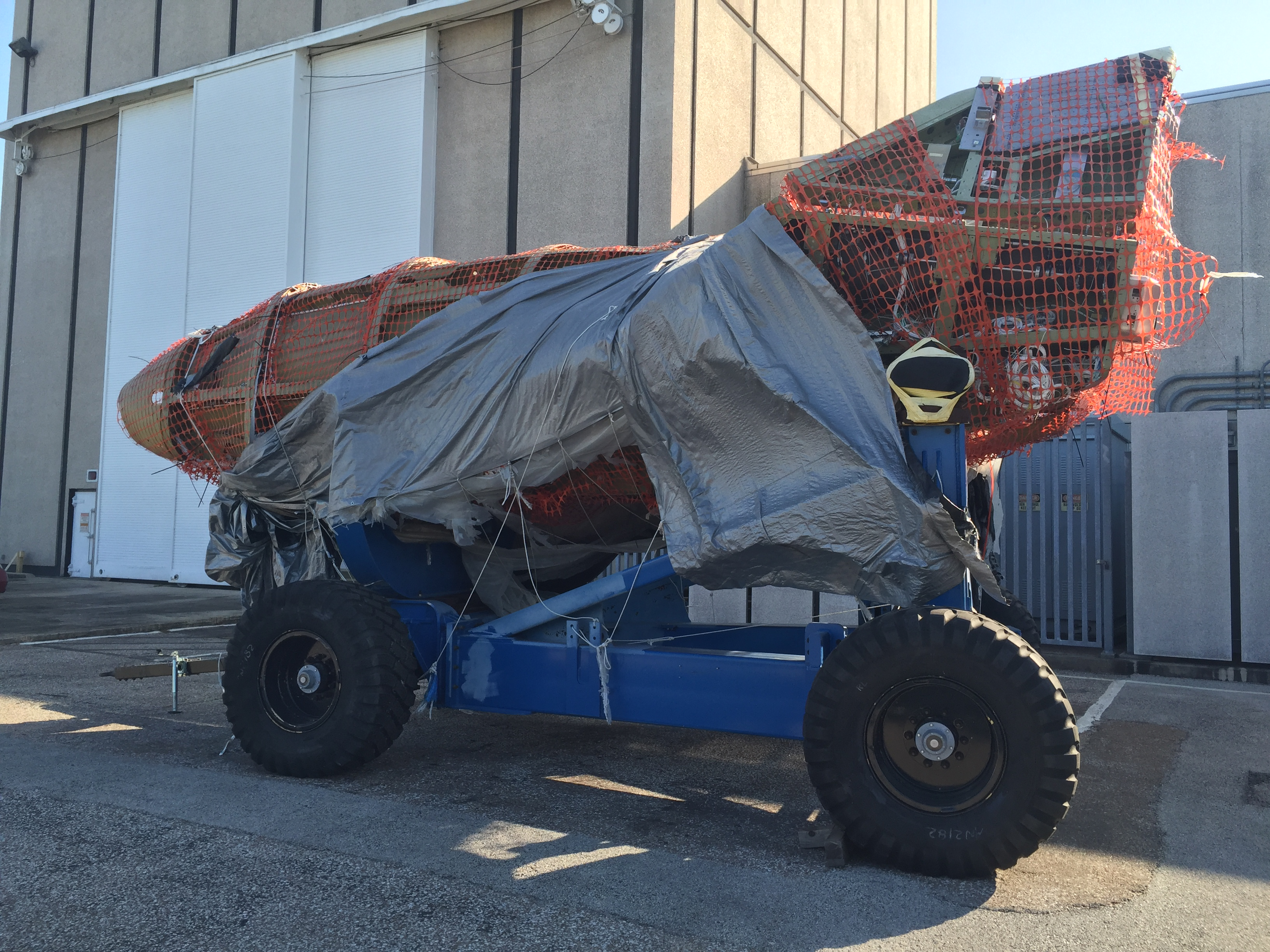
X-38 V-201 visas för närvarande ovanpå dess markmobilitetsbärare vid NASA-Johnson Space Center bakom byggnad 49.

X-38 var tänkt att vara semipermanent dockad till ISS. Om besättningen blev sjuk eller skadad under sitt uppdrag skulle de gå in i räddningsfordonet genom en dockningsmekanism. Genom att utföra en enklare procedur skulle besättningens returfordon automatiskt flyga besättningsmedlemmarna säkert till jorden. När det väl har lossats, skulle fordonet bromsas ur omloppsbana med hjälp av DPS (Deorbital Propulsion System, ungefär Framdriftssystem för utträde ur omloppsbana). Med hjälp av åtta styrraketer på DPS skulle rymdfarkostens attityd justeras och sedan avfyras med en retrograd rörelse för att sakta ner X-38, vilket gör att gravitationskraften kan dra tillbaka farkosten in i jordens atmosfär. En DPS-modul utvecklades av Aerojet och levererades till Johnson Space Center 2002 för V-201.
Efter att DPS kopplats loss skulle X-38 ha glidflygit från omloppsbana och använt en styrbar glidskärm för sin sista nedstigning och landning. De höga hastigheterna som flygplan med lyftkroppar behöver för att flyga stabilt kan göra dem utmanande att landa mjukt med. Glidskärmen skulle användas för att bromsa fordonet och göra landningen lättare. Landningsstället bestod av medar snarare än hjul: medarna fungerade som slädar så att fordonet skulle stanna på marken.
Både formen och storleken på X-38 skilde sig från rymdfärjans. CRV skulle kunna bäras som nyttolast på rymdfärjan. Detta betyder dock inte att den skulle ha varit särskilt liten. X-38 vägde 10 660 kg och var 9,1 meter lång. Batterisystemet hade en uthållighet på nio timmar och skulle användas för ström och livsuppehållande system under nedfärden. Om CRV behövde användas skarpt skulle det bara ta två till tre timmar för det att nå jordytan.
Glidskärmen som skulle användas för landning konstruerades med tillämpning av teknologi som utvecklats av den amerikanska armén. Denna massiva glidskärm vecklas ut i 5 steg för optimal prestanda. En bromsskärm skulle släppas från baksidan av X-38. Denna bromsskärm skulle ha använts för att stabilisera och bromsa fordonet. Glidskärmen, med en yta på 687 kvadratmeter, släpptes sedan. Den skulle öppnas i fem steg. Även om procesen bara tar 45 sekunder är den stegvisa utvecklingen av skärmen viktig, då den hindrar fartvinden vid höga hastigheter från att slita sönder glidskärmen.
Rymdfarkostens landning skulle vara helt automatiserad. Rymdkontrollen skulle skicka koordinater till styrdatorerna ombord. Detta system skulle också använda vindsensorer och GPS för att planera och genomföra en säker hemresa. Eftersom CRV designades med medicinska nödsituationer i åtanke, var det viktigt att fordonet kunde hitta hem automatiskt i händelse av att besättningsmedlemmarna var oförmögna eller skadade. Om det fanns ett behov skulle besättningen ha förmågan att manövrera fordonet genom att byta till reservsystemen. Dessutom inkluderades sju personfallskärmar avsedda för hög höjd (HALO) i besättningshytten, en åtgärd utformad för att vid behöv ge möjligheten att rädda sig ur farkosten.
Ett avancerat dockningssystem (ADBS, Advanced Docking Berthing System) designades för X-38. Detta arbete utvecklades sedan till Low Impact Docking System som Johnson Space Center senare skapade för de planerade farkosterna i Constellationprogrammet.
X-38 var också känt som X-35, men den beteckningen hade redan tilldelats Lockheed Martins inträde i Joint Strike Fighter Program av USAF, och X-CRV (eXpreimental - Crew Return Vehicle)

## Nedläggning
ISS-programmet plågades av väldigt stora kostnadsökningar under dess utveckling och konstruktion under slutet av 1990-talet och början av 2000-talet. För att få kostnaderna under kontroll skapades en arbetsgrupp kallad IMCE, International Space Station Management and Cost Evaluation Task Force. Arbetsgruppen introducerade ett nytt koncept kallat "American Core Complete" där USA ensidigt skulle minska de tidigare överenskomna amerikanska bidragen till ISS samtidigt som de behöll sin roll som kontrollerande medlem av de internationella partnerna. Core Complete (i motsats till den ursprungligen planerade "Station Complete") innebar att American Habitation Module, den amerikanska CRV och Node-3 togs bort från ISS-designen utan några förhandlingar med internationella partners. NASA-administratören Sean O'Keefe, utsedd av president George W. Bush, uppgav i december 2001 att han hade för avsikt att följa rekommendationerna från IMCE, inklusive implementeringen av Core Complete. X-38-projektet lades officiellt ner den 29 april 2002 som en kostnadsbesparande åtgärd i enlighet med IMCE:s rekommendationer.
Core Complete-konceptet kritiserades stark av många experter då merparten av utvecklingsarbetet på X-38 hade slutförts. Prototypen av en första rymdfarkost var färdigt till ungefär 90 % när arbetet lades ner. 

## Eftermäle
X-38 V-132 är på permanent lån från NASA till Strategic Air and Space Museum i Ashland, Nebraska. 
Den 90% färdiga X-38 V-201 stod till en början i byggnad 220 vid Johnson Space Center, men har senare flyttats och finns nu utanför byggnad 49 vid Johnson Space Center. Där står farkosten inslagen i en presenning.